# Palácio do Ramalhão

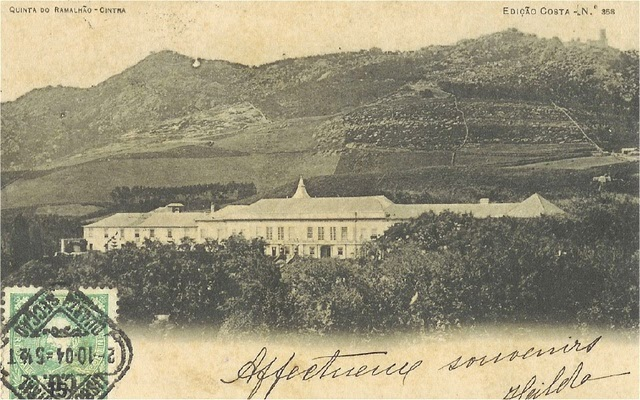
Palácio do Ramalhão.

O Palácio do Ramalhão, também conhecido como Paço Real do Ramalhão ou Quinta do Ramalhão, é uma quinta com palácio que se localiza na freguesia de Sintra (Santa Maria e São Miguel, São Martinho e São Pedro de Penaferrim), em Sintra, Portugal.
O Palácio e Quinta do Ramalhão estão classificados como Imóvel de Interesse Público desde 1996.

## História
O Palácio do Ramalhão remonta à segunda metade do século XV, mas foi a partir de 1768, quando foi adquirida por D. Maria da Encarnação Correia, viúva de João Dias da Cunha e detentora de uma considerável fortuna, que se inaugura no Ramalhão uma época de vida palaciana.
Alguns anos mais tarde, a casa foi temporariamente habitada pelo célebre viajante inglês William Beckford, que se refere a ela no seu diário.
O palácio, tal como hoje o conhecemos, resulta de profunda intervenção, de gosto neoclássico, patrocinado por D. Carlota Joaquina, que aqui viveu desterrada após ter recusado jurar a Constituição de 1822.
Atualmente nele está instalado o Colégio de São José das Irmãs Dominicanas Portuguesa..